# Ечс
Вагон метро типа Ечс («Е Чехословацкий») — модификация вагонов метро, созданная на базе вагонов Еж3 для Пражского метрополитена. Эксплуатировалась в Праге с 9 мая 1974 по 29 июня 1997 года.

## История
В декабре 1971 года в Праге был подписан контракт на поставку Советским Союзом вагонов для метрополитена, строящегося в столице Чехословакии. Заказ — 50 вагонов — был выполнен своевременно. 5 октября 1973 года на Мытищинском машиностроительном заводе состоялся митинг советско-чехословацкой дружбы и сотрудничества, посвящённый началу поставки вагонов для Пражского метрополитена. 9 мая 1974 года, с открытием линии, началась их эксплуатация. Однако у этих вагонов были выявлены многочисленные недоработки, из-за чего они работали мало и редко. В 1975 году все вагоны типа Ечс были отправлены в депо «Качеров» для прохождения модернизации с заменой тележек, которые, как оказалось, были плохо обработаны на заводе. В первые годы эксплуатации составы типа Ечс составлялись из трёх вагонов, позже их число было увеличено до пяти. Последние вагоны типа Ечс были получены Пражским метрополитеном в 1976 году и те уже были доработаны.
В 1992 году вагон метро типа Ечс № 1031 был переоборудован в опытный электровоз на заводах «Шкода Пльзень» и «Сименс». В настоящее время его местонахождение и судьба неизвестны. 
Поэтапное списание вагонов метро типа Ечс началось в 1994 году. Последний поезд типа Ечс в Праге был снят с эксплуатации 29 июня 1997 года. Сохранено 4 вагона этого типа, из которых один является музейным экспонатом, а остальные три формируют исторический состав. Вагонам планировались провести капитальный ремонт, однако из-за спешки с заменой их на новые вагоны этого не было сделано.

## Конструкция

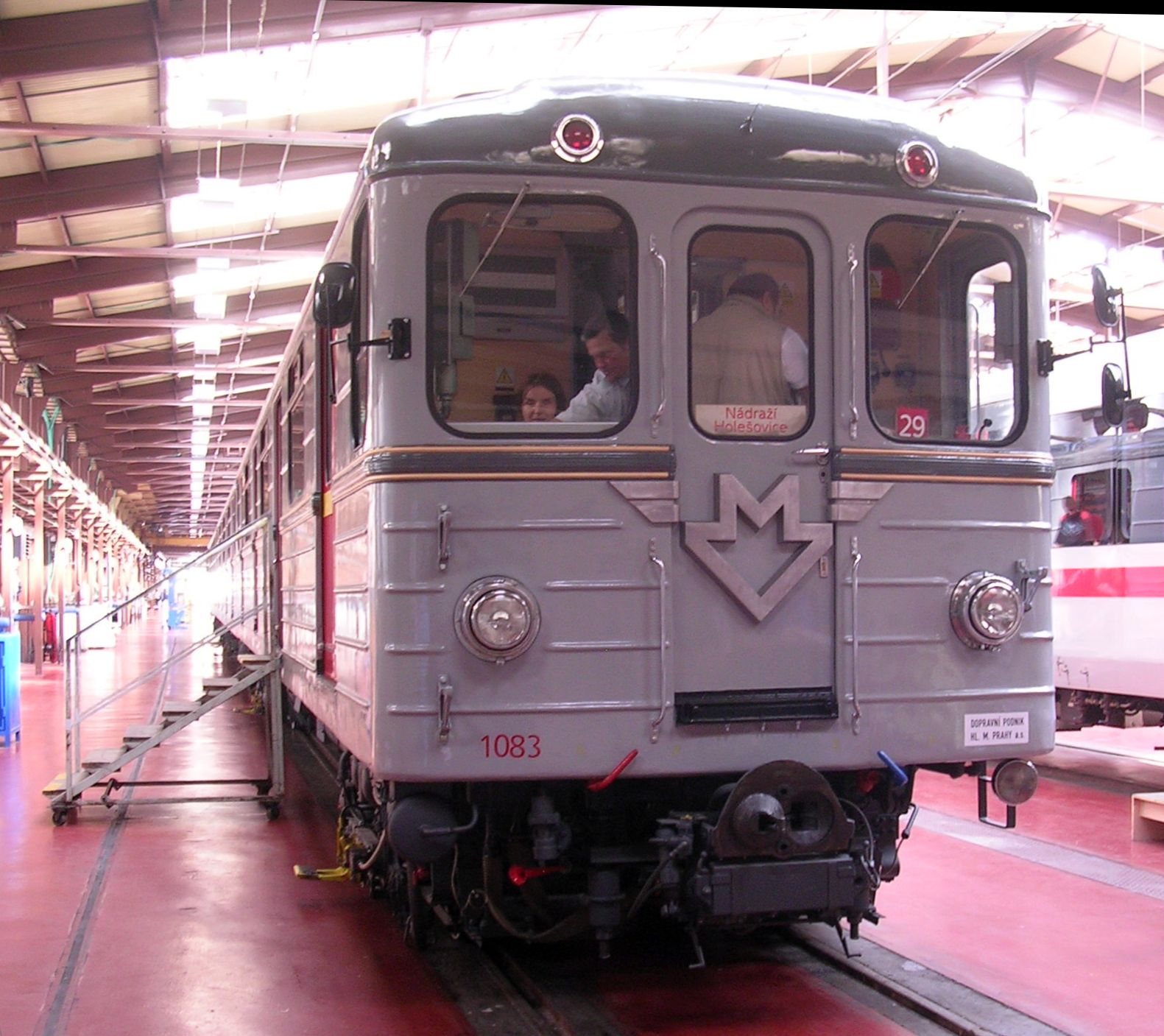
Лобовая часть

Вагоны выполнены по результатам новых разработок с учётом особенностей пражской трассы. На вагонах были установлены тяговые двигатели мощностью 72 кВт вместо 68 кВт, как на вагонах типа Е. Принципиальным изменениям подверглась электросхема вагона — введено тиристорное регулирование возбуждения двигателя в режиме торможения.
Это позволило осуществлять электрическое торможение при максимальной скорости (на вагонах предыдущих типов при скорости более 70 км/ч применялся пневмотормоз). Вагоны были оборудованы устройством системы автоматического регулирования скорости. На Пражском метрополитене вагоны хорошо проявили себя в эксплуатации, несмотря на первые два года их эксплуатации, за что в марте 1976 г. правительство ЧССР вручило Мытищинскому заводу орден Труда.
Именно благодаря плодотворному сотрудничеству с чехословацкими специалистами впервые в практике отечественного метровагоностроения в вагонах для Пражского метро было внедрено автоведение поездов. Система называлась СААМ.

Внешние детали вагонов
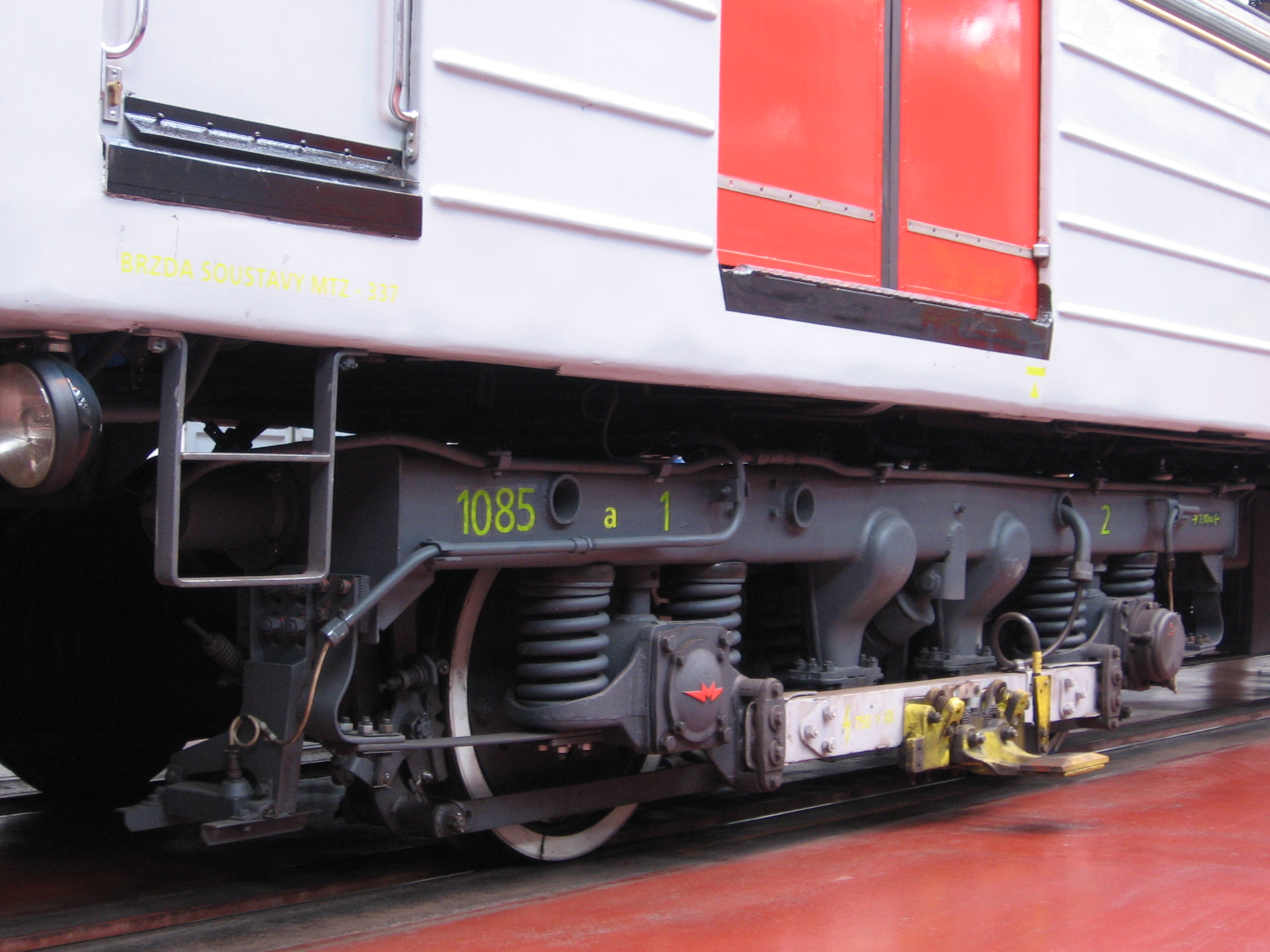
Тележка
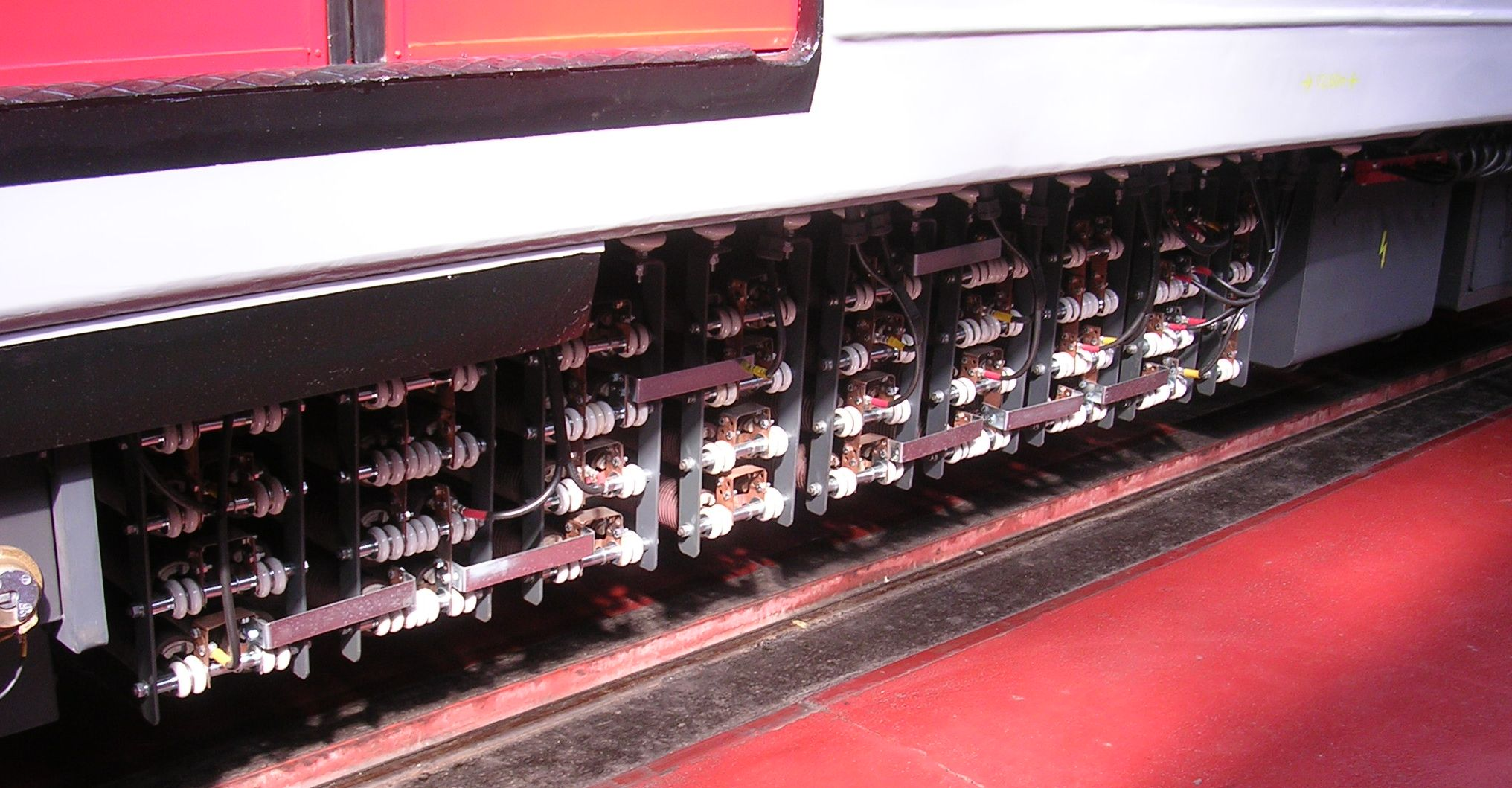
Тормозные резисторы

## Интерьер
Пассажирский салон имеет с каждой стороны по 4 автоматических двустворчатых раздвижных двери для входа и выхода пассажиров, между дверными проёмами вдоль центрального прохода установлены мягкие диваны лицом к центру и спинками к окнам. Диваны в проёме между автоматическими дверями — шестиместные, в торцевой части напротив узких окон с противоположной стороны от кабины — трёхместные.
Потолок вагона состоит из трёх частей — центральной и двух заниженных боковых, и имеет решётки естественной вентиляции на границе боковых частей. На потолке вдоль салона размещаются  три ряда круглых плафонов с лампами накаливания — один по центру и два по краям. К потолку вагонов над сиденьями крепятся поручни. Стены и потолок отделаны светло-серым пластиком. Боковые окна в пространстве между дверями снабжены сдвижными форточками. Вагоны снабжены переговорными устройствами связи пассажир-машинист, расположенными по бокам от дверных проёмов.

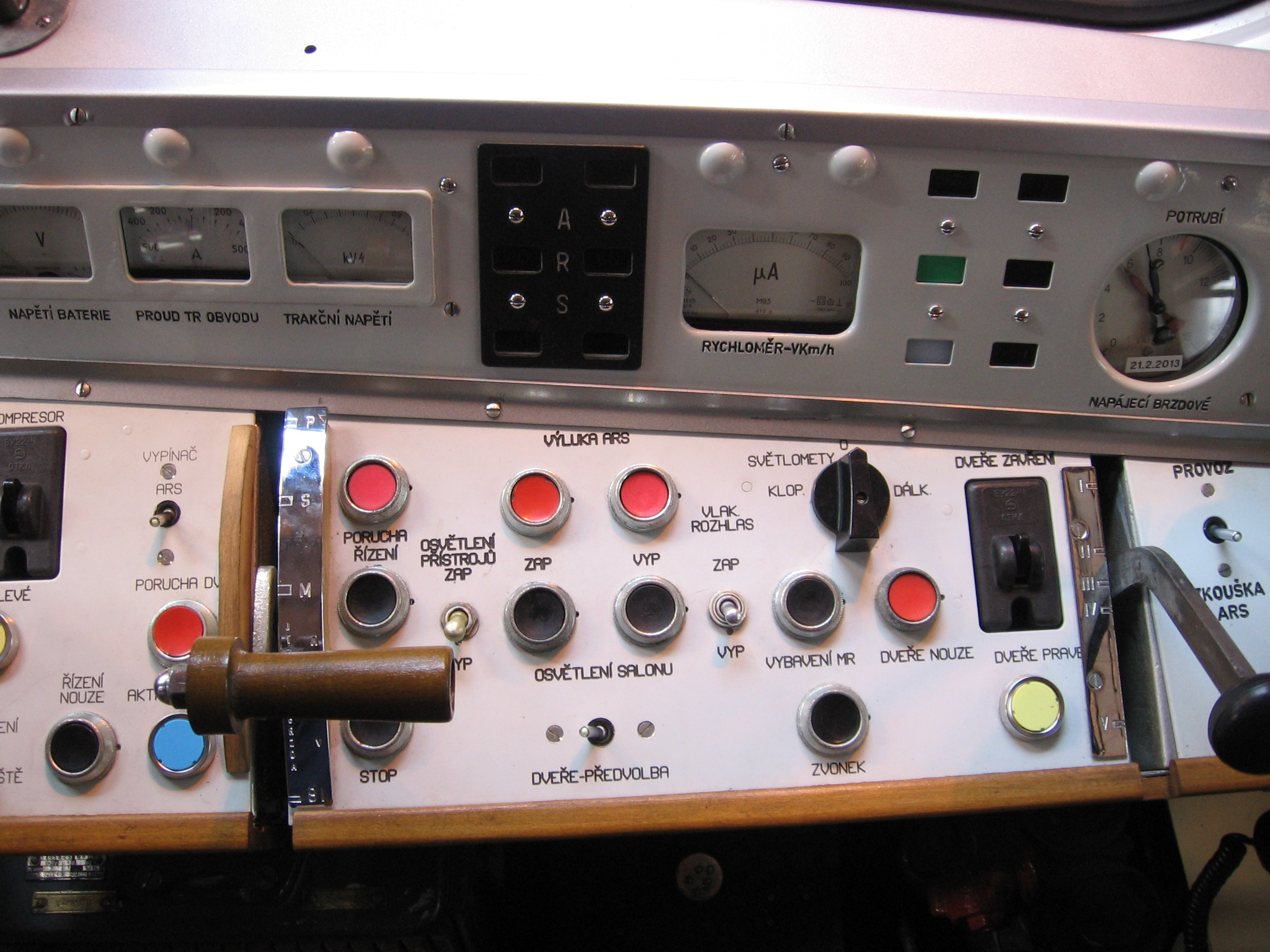
Пульт управления в кабине машиниста
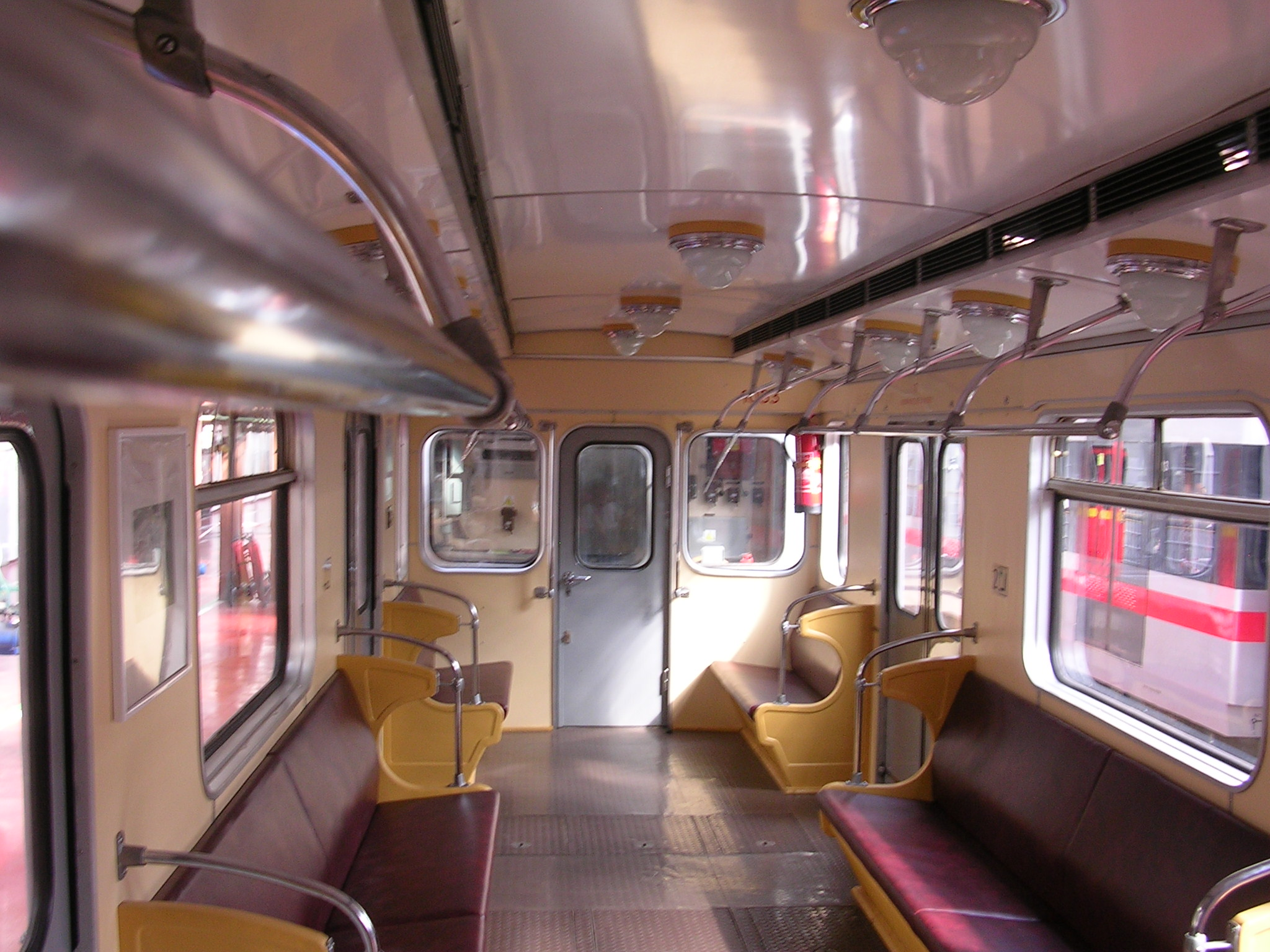
Пассажирский салон